# Elephant (système de fichiers)
Pour les articles homonymes, voir Éléphant (homonymie).
Elephant est le nom d'un système de fichiers. Il porte ce nom car son principal objectif est le suivant : « ne rien oublier » (l'éléphant est un animal réputé doué d'une grande mémoire).
Un  prototype en a été implémenté dans le noyau de freeBSD.